# Shino Aburame
 (mai 2024).
Shino Aburame (油女シノ, Aburame Shino) est un personnage fictif du manga Naruto.

## Profil

### Histoire
On connait peu de choses du passé de Shino, hormis qu'il appartient au clan Aburame et que son père, qui apparaît au chapitre 137, se nomme Shibi Aburame.
Aux côtés de Kiba Inuzuka et Hinata Hyûga, il fait partie de l'équipe 8 de Kurenaï Yûhi. 

#### Examenchūnin
Shino apparaît pour la première fois lors de la première épreuve de l'examen chūnin, où il se sert de l'un de ses insectes afin de tricher sans se faire repérer des examinateurs. Au cours de la deuxième épreuve, c'est sans doute lui qui élabore le piège aux sangsues volantes que lui et son équipe tendent à une équipe rivale de ninjas de Konoha, ce qui leur permet de se qualifier facilement pour la troisième et dernière épreuve.
Au cours du tour préliminaire de l'ultime épreuve de l'examen, il affronte alors un ninja du village d'Oto nommé Zaku Abumi, qui a pour particularité de combattre à l'aide de tuyaux implantés dans ses bras, ce qui lui permet de contrôler les ondes supersoniques et la pression de l'air. Shino remporte le combat facilement après avoir fait exploser les deux bras de son adversaire en obstruant ses tuyaux avec des insectes. Ce premier combat nous éclaire sur ses qualités de stratège, sa confiance en lui-même et sa maîtrise de soi.
Plus tard, Shino affronte Kankurô, qui aurait dû être son adversaire lors de la phase finale de l'examen chūnin, afin de permettre à Sasuke de poursuivre Gaara. Le combat est cette fois-ci plus difficile pour Shino, qui parvient néanmoins à vaincre son adversaire. Affaibli par le poison exhalé par la marionnette de Kankurô, il est cependant incapable de rejoindre Sasuke et s'effondre épuisé. Il sera finalement soigné par son père, qui se servira de ses insectes afin de le débarrasser du poison.

#### Seconde partie
Shino est choisi, avec ses coéquipiers, pour faire partie de l'équipe Kakashi, afin de traquer Itachi Uchiha. Au cours de cette mission, il tente de cerner Tobi avec ses insectes, mais sans succès.

#### Invasion de Pain
Lors de l'attaque de Konoha par Pain, on voit Shino, son père, ainsi qu'une femme et un homme inconnus appartenant au clan Aburame (probablement sa mère et son frère), sauver un ninja de Konoha des griffes de Konan, et lui faire face.

#### Quatrième grande guerre ninja
Lors de la 4e grande guerre ninja, Shino fait partie de la 5e division, commandée par Mifune et composée principalement de samouraïs et de ninjas utilisant des techniques secrètes, notamment Ino, Kiba et Akamaru, ainsi que Hana Inuzuka et ses trois chiens.
L'Alliance va par la suite, prêter main-forte à Naruto dans son combat contre Obito, Madara et Jûbi. Avec ses camarades (sauf Neji qui a été tué par Jûbi), ils manipulent les « Orbes Tourbillonnants » destinés à frapper la défense d'Obito. 
Lorsque les « Arcanes lunaires infinis » sont activés, Shino est plongé dans une illusion où il découvre une nouvelle espèce d'insectes géants, avant d'être libéré en même temps que le reste des ninjas par Sasuke et Naruto. Il participe aux funérailles de Neji avec tous ses amis.

#### Épilogue
Une quinzaine d'années plus tard, Shino a changé de tenue et porte des lunettes high-tech ; il est devenu professeur à l'Académie militaire de Konoha, avec notamment dans sa classe les enfants de ses amis : Boruto Uzumaki, Sarada Uchiwa, Shikadai Nara, Chôchô Akimichi et Inojin Yamanaka. Il ne parvient pas à se faire respecter de ses élèves qui l’interrompent lorsqu’il se lance dans une explication, pour lui dire au revoir et sortir de classe.

### Personnalité
Shino est un ninja du village caché de Konoha appartenant au clan Aburame. Calme et réfléchi, c'est un personnage assez mystérieux. De nature solitaire et de caractère laconique, il ne laisse que rarement paraître ses émotions. À l'inverse de Kiba, bruyant et extraverti, Shino est silencieux et souvent en retrait au sein de son équipe. « Celui-là, je n'arrive pas à le cerner », dit de lui Naruto. Il est friand d'expressions acerbes, qualifiées de « tirades alambiquées » par Naruto. Kiba, qui est le plus souvent victime de ses réprimandes, le lui rend bien en le traitant « d'entomologiste à la noix ». Lorsqu'il parle, Shino n'aime pas se répéter. Bien qu'il soit d'un naturel distant, et ce même avec les membres de sa propre équipe, il n'aime pas être laissé à l'écart d'une mission ou d'un combat, ce qui trahit son côté fier et rancunier. Il semble avoir également un grand sens du devoir et des principes : il n'hésite jamais à recadrer les emportements de Kiba afin de ne pas nuire au bon déroulement de la mission et à l'efficacité de leur travail d'équipe, ce qui ne l’empêche pas de consoler Hinata, lorsque celle-ci se sent comme un fardeau pour l’équipe.
De par sa personnalité, Shino est d’un naturel discret, et très silencieux. Sakura lui trouve un air « un peu sinistre ». Il porte des lunettes noires et est vêtu de plusieurs couches de vêtements, dont un long manteau qui cache une partie de son visage. Sauf lorsqu'il combat, il a constamment les mains dans les poches. Dans la seconde partie de la série, Shino porte un autre manteau à capuche qui masque cette fois la quasi-totalité de son visage et le rend encore plus méconnaissable, à tel point que Naruto ne réussit pas à le reconnaitre lors de leurs retrouvailles, ce qui semble apparemment le vexer. Il porte également un sac noir en bandoulière dans son dos, qui contient très probablement ses armes.
Au cours de son combat contre Kankurô, on apprend que Shino ne sous-estime jamais son adversaire, même si le fait qu’il garde les mains dans les poches peut le faire passer pour nonchalant. Il a également pour habitude de se battre avec tous ses moyens à disposition, et ce quel que soit son adversaire. Cet état d'esprit semble être un trait caractéristique des membres du clan Aburame.

### Capacités
Shino est connu pour sa capacité dans l'art de manipuler les insectes. Son corps renferme une quantité importante d'insectes et qui peuvent être relâchés au besoin. Ses insectes sont de grands dévoreurs de chakra, et il en existe plusieurs espèces :
- Les insectes destructeurs (寄壊蟲, Kikaichu?), utilisés pour leurs techniques de base pour attaquer l’adversaire et le vider de son chakra ;
- Les insectes traqueurs (微香虫, Bikōchū?), qui disposent d’un odorat permettant au mâle de retrouver la femelle à une grande distance, ce qui est utile pour les missions de poursuite, de traque et de reconnaissance ;
- Les insectes géants (寄大蟲, Kidaichū?), qui s’ils se nourrissent trop de chakra, atteignent une taille disproportionnée et dévorent la chair de leur hôte, ce qui rend leur élevage assez difficile ;
- Les nano-insectes venimeux (燐壊虫, Rinkaichū?), que Shino a hérité de Torune, qui détruisent leur cible au niveau cellulaire.

## Apparition dans les autres médias

### Anime
Dans l’épisode filler de l’anime, Shino contre Torune !, Shino combat Torune, le garde du corps de Danzô, ramené à la vie par la « Réincarnation des Âmes » de Kabuto. Ce dernier cherchait des victimes pour remplir sa jarre de poison, mais Shino et Naruto s'interposent, puis Shino se charge de le combattre. Au cours de leur combat, Torune révèle qu'il a conservé un élevage de ses nano-insectes, et qu'il était parvenu à créer une espèce immunisée qu’il a créée pour se multiplier rapidement. Finalement, Shino le scelle avec un parchemin spécial, tandis que Torune exprime sa joie de voir que grâce à lui, Shino n’a pas eu à rejoindre la Racine, et a pu se faire des amis.

### Média
Ablame Nino, un personnage de la bande dessinée en ligne dans Raruto, est un parodie de Shino.

## Techniques
Shino fait partie du clan Aburame, dont les membres contrôlent des insectes en les abritant dans leur propre corps. En échange d'un peu de leur chakra, dont ils se nourrissent, ces derniers leur obéissent au doigt et à l'œil. C'est à l'aide de ses insectes que Shino exécute toutes ses techniques. Les insectes utilisés par Shino sont des insectes parasites (寄壊蟲, Kikaichū).
- Clone d'insecte (蟲分身の術, Mushibunshin no jutsu?)
Cette technique permet à Shino de créer un clone à l'aide de ses insectes. C'est une technique propre au clan Aburame.
- Technique du mur d'insectes (蟲瓶の術, Mushikame no jutsu?)
C'est une technique de protection, similaire au Tourbillon divin du Hakke du clan Hyûga. Shino fait sortir en masse ses insectes et grâce à eux s'enveloppe d'une barrière protectrice.
Quiconque tentera de pénétrer la barrière sera dévoré.
- Technique secrète - La sphère d'insectes (秘術・玉, Hijutsu - Mushidama?)
Shino disperse ses insectes, puis les regroupe autour de son adversaire. Les insectes submergent alors le corps de ce dernier et le vident de son chakra.
- Technique secrète - La cyclone d'insectes (秘術・蟲竜巻 , Hijutsu - Mushitatsumaki?)
Shino disperse ses insectes, puis les regroupe autour de son adversaire, qui est désintégré.
- Insectes parasites géants - Morsure d'Insecte (寄大蟲　虫食い, Kidaichū — Mushikui?)
Shino dépose des insectes sur la peau de sa cible, qui vont s'enfoncer dans sa chair et se nourrir de son chakra.
Après avoir absorbé assez de chakra, ces insectes grandissent brutalement et dévorent leur hôte de l'intérieur.

### Anime
- Technique secrète - Invocation d'insectes (秘術 • 寄せ, Hijutsu - Mushiyose?)
C'est une technique d'invocation d'insectes à grande échelle : Shino attire à lui tous les insectes présents dans la zone qui l'entoure.
- Technique du brouillard d'insectes (蟲邪民具の術, Mushijamingu no jutsu?)
L'utilisateur fait sortir une grande masse d'insectes
- Plaquage de la montagne (鉄山靠, Tetsuzanko?)
Shino crée un clone d'insectes derrière l'adversaire et les deux foncent vers ce dernier pour le frapper de leur coude en le serrant.
La puissance de l'attaque est telle qu'elle envoie l'adversaire voltiger.

### Jeux vidéo
- Colonne d'insectes (蟲柱の術, Mushihashira no jutsu?) [3]
Shino invoque des insectes jaillissant de tous les côtés du sol, qui aspirent le chakra de l'adversaire sans que celui-ci ne voit l'attaque.
- Technique secrète - Marais d'insectes (秘術 • 蟲沼, Hijutsu - Mushinuma?)[4]
Shino emprisonne son adversaire dans une globe d'insectes et dès son signal, elle se resserre et éclate.
Même principe que la technique de la sphère d'insectes et du sarcophage de sable de Gaara.

### Databooks
- (ja) Masashi Kishimoto, NARUTO - Hiden Tō no Sho (NARUTO―ナルト―［秘伝・闘の書］?) : Characters Official Data Book (キャラクターオフィシャルデータBOOK?), Tōkyō, Shūeisha, coll. « Jump Comics (ジャンプコミックス, Janpu Comikkusu?) / Naruto »,‎ 4 avril 2005, 320 p., shinsho (新書?) / Tankōbon / 175x115mm (ISBN 4-08-873734-2 et 978-4-08-873734-8, présentation en ligne)
- (ja) Masashi Kishimoto, NARUTO - Hiden Sha no Sho (NARUTO―ナルト―［秘伝・者の書］?) : Characters Official Data Book (キャラクターオフィシャルデータBOOK?), Tōkyō, Shūeisha, coll. « Jump Comics (ジャンプコミックス, Janpu Comikkusu?) / Naruto »,‎ 4 septembre 2008, 360 p., shinsho (新書?) / Tankōbon / 175x115mm (ISBN 978-4-08-874247-2, présentation en ligne)
- (ja) Masashi Kishimoto, NARUTO - Hiden Jin no Sho (NARUTO―ナルト―［秘伝・陣の書］?) : Characters Official Data Book (キャラクターオフィシャルデータBOOK?), Tōkyō, Shūeisha, coll. « Jump Comics (ジャンプコミックス, Janpu Comikkusu?) / Naruto »,‎ 4 novembre 2014, 392 p., shinsho (新書?) / Tankōbon / 175x115mm (ISBN 978-4-08-880263-3, présentation en ligne)

### Tomes
- Masashi Kishimoto (trad. Sylvain Chollet), Naruto tome 5 : Les rivaux !, Kana, coll. « Shonen Kana / Naruto », 25 janvier 2003, 192 p., Tankōbon / 115x175mm (ISBN 2-87129-491-7 et 978-2-87129-491-7, présentation en ligne)
- Masashi Kishimoto (trad. Sébastien Bigini), Naruto tome 32 : Sur les traces de Sasuke !!, Kana, coll. « Shonen Kana / Naruto », 19 octobre 2007, 192 p., Tankōbon / 115x175mm (ISBN 978-2-5050-0192-8, présentation en ligne)